# Maytansinoide

Die Strukturformel von Maytansin

Maytansinoide ist der Name einer Gruppe von Naturstoffen mit hoher zytotoxischer Wirkung. Die Maytansinoide wurden erstmals 1972 aus dem in Äthiopien beheimateten Strauch Maytenus serrata isoliert.

## Beschreibung
Maytansinoide sind 19-gliedrige Lactame, die eine strukturelle Ähnlichkeit mit Rifamycinen, Geldanamycin und Ansatrienin (Mycotrienin) aufweisen. Da diese verwandten Verbindungen im Gegensatz zu den Maytansinoiden von Mikroorganismen gebildet werden, entstand schon früh der Verdacht, dass die Maytansinoide ebenfalls von Mikroorganismen gebildet werden. Mit dem Bakterium Actinosynnema pretiosum wurde auch ein Organismus gefunden, der in der Lage ist Maytansinoide zu produzieren. In der Folge wurden verschiedene Pflanzen entdeckt, die Maytansinoide enthalten, wie beispielsweise Colubrina texensis und Trewia nudiflora (Gutelbaum). Die pflanzliche Produktion ist dabei entweder durch einen horizontalen Gentransfer oder eine pflanzlich-mikrobielle Wechselwirkung bedingt.
Die Konzentration von Maytansin in getrocknetem Maytenus serrata beträgt lediglich etwa 2×10−5 Prozent. Die Verbindung ist gegen KB-Zellen (maligne humane Epithelzellen) hochtoxisch. Das ED50 (effektive Dosis) liegt zwischen 10−4 und 10−5 µg/ml.
Es wurden im Laufe der Zeit eine Reihe von natürlichen Maytansinoid-Derivaten isoliert. Sie unterscheiden sich vor allem in der Ester-Seitenkette (in der C-3-Position), in der sich unter anderem Fettsäuren oder auch L-Alanin befinden können. Auch N-demethylierte, deepoxidierte und C-10-Epimere wurden isoliert und charakterisiert.
Maytansin, das dieser Familie von Verbindungen den Namen gab, wurde erstmals 1972 von S. Morris Kupchan und Kollegen des National Cancer Institute aus Maytenus serrata isoliert und kurze Zeit später die Struktur mittels Röntgenstrukturanalyse aufgeklärt.

## Therapeutische Bedeutung

Einige natürliche und die halbsynthetischen thiolhaltigen Maytansinoide DM1, DM3 und DM4 (blau: Unterschiede zum Maytansin)

Die Maytansinoid-Linker-Konjugate Mertansin, Emtansin, Ravtansin und Soravtansin (braun: Linker-Struktur; SMCC=Succinimidyl-4-(N-maleimidomethyl)cyclohexan-1-carboxylat, SPP=N-Succinimidyl-4-(2-pyridyldithio)pentanoat, SPDB=N-Succinimidyl-4-(2-pyridyldithio)butanoat, sSPDB=Sulfo-SPDB)

Das stark zytotoxische biogene Maytansin scheiterte als Antikrebsmittel in klinischen Studien aufgrund einer nicht akzeptablen systemischen Toxizität. Jedoch kann die Zytotoxizität in Verbindung mit einem Konzept der gezielten Abgabe zur selektiven Zerstörung von Krebszellen genutzt werden.
Zu diesem Zweck wird die zytotoxische Struktur in Form eines halbsynthetischen Maytansinoids über einen Linker an einen Antikörper gebunden, so dass ein Antikörper-Wirkstoff-Konjugat entsteht. Es wurden mehrere neue Maytansinoide, die einen Disulfid- oder Thiolsubstituenten tragen, synthetisiert. Als Linker werden beispielsweise Succinimidyl-4-(N-maleimidomethyl)cyclohexan-1-carboxylat (SMCC) oder N-Succinimidyl-4-(2-pyridyldithio)butanoat (SPDB) eingesetzt. Ein Antikörper wird mit durchschnittlich 3 bis 4 Maytansinoidmolekülen als „Payload“ beladen. 
Durch die Wahl des monoklonalen Antikörpers kann das Zytotoxin zielgerichtet Tumorzellen zugeführt werden, wo es an die Mikrotubuli bindet und die Apoptose auslöst. Der Organismus ist nicht so hohen Dosen an hochtoxischem freien Maytansinoid ausgesetzt, so dass systemische Nebenwirkungen reduziert werden können. 
Für die therapeutische Verwendung zugelassene DM-Antikörperkonjugate sind das T-DM1 (Trastuzumab-Emtansin, USA 2013, EU 2013) zur Behandlung von HER2/neu-positivem Brustkrebs sowie das DM4-Konjugat Mirvetuximab-Soravtansin (USA 2022) zur Behandlung von Folat-Rezeptor α-positiven Tumoren. Experimentelle DM-Antikörper-Konjugate in der klinischen Entwicklung sind beispielsweise Anetumab-Ravtansin (zur Behandlung von Eierstockkrebs), Naratuximab-Emtansin (Behandlung von NHL und diffusem großzelliges B-Zell-Lymphom, DLBCL), Coltuximab-Ravtansin (Behandlung von DLBCL), Tusamitamab-Ravtansin (Behandlung solider Tumoren, NSCLC), Lorvotuzumab-Mertansin (CD56-positive Krebsarten wie SCLC, Eierstockkrebs) und Praluzatamab-Ravtansin (solide Tumoren).
Ein „miniaturisiertes“ Wirkstoffkonjugat aus DM1 mit einem Peptidanalogon des Somatostatins ist das Nendratareotid-Uzatansin. Es zielt auf den Somatostatinrezeptor 2 (SSTR2) und wird zur Behandlung von neuroendokrinen Tumoren einschließlich des kleinzelligen Lungenkarzinoms (SCLC) untersucht.